# Nick Montfort
Nick Montfort – amerykański profesor w Massachusetts Institute of Technology, twórca, krytyk i teoretyk mediów cyfrowych.
Jego zainteresowania badawcze sytuują się na skrzyżowaniu informatyki i praktyk literackich. Jest autorem i programistą fikcji interaktywnej, generatorów poezji i innych maszyn literackich oraz książek: Twisty Little Passages: An Approach to Interactive Fiction (2009), Racing the Beam: The Atari Video Computer System (2005), a także redaktorem antologii New Media Reader (2005). Montfort regularnie bloguje, m.in. na temat mediów cyfrowych, pisze wiersze o nietypowych formach i współpracuje z innymi pisarzami i programistami w ramach wielu wspólnych projektów literackich.
W 2014 Fundacja Korporacja Ha!art wydała Zegar światowy, książkę zawierającą 1440 mikrohistorie, które rozgrywają się na całym świecie w ciągu jednej minuty.